# 墨角藻目
墨角藻目（學名：Fucales；其物種泛稱為）是褐藻纲（Phaeophyceae）之下的一個目級分類單元，下領九個科。本目包括多個棲息於潮間帶的大型藻類，大部分通過固定在堅硬的基質上而生長，例如：墨角藻、马尾藻等。作為褐藻纲的成員，墨角藻目如同其他褐藻纲物種同屬不等鞭毛類生物的淡色藻門。褐藻纲的學名Phaeophyceae由古希臘語的phaios（褐色）、phyton（植物）及綱級的後綴-ceae組成。這個綱包括有不少海洋裡的巨型植物，但也包括一些體型較細少及構造精細的植物。
自1990年代以來，大眾對本目物種在歐洲的數量普遍下降而擔憂。
這種下降意味著在歐盟的《水框架指令手冊》（DCE）的應用中需要特別關注。

## 分類
墨角藻目包括一些較常見的海藻沿海海藻。本目成員均具有典型的海藻構造，即其植株可分為：節點、葉柄 (藻類)及葉片三部分。葉片通常都是多分支，不少還有一些注滿氣體的囊泡。
通過頂端細胞的分裂來生長。一般藻類不產生種子，但作為不等鞭毛類生物的墨角藻目物種，本目可透過卵生的，即體型較小的雄性配子和體型較大的雌性配子的融合來繁殖。
墨角藻目下領九個科，分別如下：
- Bifurcariopsidaceae
- 叢梗藻科 Durvillaeaceae（英语：Durvillaeaceae）
- 墨角藻科 Fucaceae
- Himanthaliaceae（英语：Himanthaliaceae）
- Hormosiraceae（英语：Hormosiraceae）
- Notheiaceae（英语：Notheiaceae）
- 馬尾藻科 马尾藻科
- Seirococcaceae（英语：Seirococcaceae）
- Xiphophoraceae

## 延伸閱讀
- Fletcher, R.L.1987. Seaweeds of the British Isles.  Volume 3, Part 1. British Museum (Natural History), London. ISBN 0-565-00992-3

## 外部連結
- Fucales at Algaebase Archive.today的存檔，存档日期2013-02-23